# Kristian Bjørn
Kristian Bjørn (22 août 1919 - 1er avril 1993) est un ancien fondeur norvégien.

## Championnats du monde
- Championnats du monde de ski nordique 1950 à Lake Placid 
  -  Médaille de bronze en relais 4 × 10 km.